# Buona fortuna (Ermal Meta)
Buona fortuna è il quinto album in studio del cantautore italiano Ermal Meta, pubblicato il 3 maggio 2024 con doppia etichetta Columbia Records e Sony Music Italia.

## Descrizione
L'album è stato pubblicato a tre anni di distanza dal precedente Tribù urbana ed è il primo disco pubblicato dall'artista in seguito al suo cambio di etichetta (dalla Mescal alla Columbia). Dedicato alla figlia Fortuna, nata pochi mesi dopo, si tratta di un concept album basato sul concetto di fortuna, come dichiarato dallo stesso cantautore:

Oltre al tema principale, lungo il disco Meta affronta anche altri argomenti più specifici, come il ricordo di sé stesso a vent'anni (in Dance with you), la crisi migratoria nel Mar Mediterraneo (in Mediterraneo), la nascita della figlia Fortuna (in Ironica) e il ricordo di storie d'amore passate (in Io e te e Finché vita non ci separi). Nell'album sono presenti due collaborazioni con Levante e Jake La Furia, e l'artista ha raccontato la scelta di duettare con i due artisti:

## Copertina
La copertina di Buona fortuna, disegnata dal fratello dell'artista, e parzialmente ispirata al romanzo di Herman Melville, Moby Dick. Il disegno raffigura una balena bianca, a cui sono legati dodici fili, di cui undici bianchi e uno rosso (per la title track), ciascuno simboleggiante una canzone inclusa nel disco.

## Promozione
Meta ha ufficialmente annunciato la pubblicazione dell'album nel marzo del 2024, condividendone anche la copertina.
L'album è stato anticipato da tre singoli: Male più non fare (in collaborazione con Jake La Furia), pubblicato il 1º dicembre 2023, L'unico pericolo, reso disponibile a partire dall'8 marzo 2024, e Mediterraneo, presentato in anteprima durante il Concerto del Primo Maggio, presentato dallo stesso cantautore insieme a Noemi, e poi pubblicato il 3 maggio seguente, in concomitanza con l'uscita dell'album.

## Tracce
1. ⁠La strada la decido io – 3:52 (Ermal Meta, Simone Pavia)
2. ⁠Dance with you – 3:11 (Ermal Meta, Giovanni Pollex)
3. L'unico pericolo – 3:14 (Ermal Meta, Gianni Pollex, Simone Pavia)
4. ⁠Mediterraneo – 3:17 (Ermal Meta, Giovanni Pollex)
5. Ironica – 4:06 (Ermal Meta, Simone Pavia)
6. L'amour – 3:17 (Ermal Meta, Domenico Calabrò)
7. Io e te (feat. Levante) – 3:10 (Ermal Meta, Emiliano Bassi, Andrea Vigentini)
8. Buona fortuna – 2:55 (Ermal Meta, Antonio Maggio, Giordano Colombo, Andrea Gentile)
9. Male più non fare (feat. Jake La Furia) – 3:04 (Ermal Meta, Francesco Vigorelli, Roberto Cardelli)
10. ⁠Certe cose – 3:19 (Ermal Meta, Simone Pavia)
11. ⁠Oro e sale – 3:34 (Ermal Meta, Giovanni Pollex, Roberto Cardelli)
12. ⁠Finché vita non ci separi – 3:48 (Ermal Meta, Angelica Schiatti, Stefano Verdieri)

Durata totale: 40:47
Traccia bonus nella riedizione streaming
1. Il campione – 3:50 (testo: Ermal Meta, Andrea Vigentini, Lorenzo Lumia – musica: Ermal Meta, Giordano Colombo)

## Formazione
Hanno partecipato alle registrazioni, secondo le note di copertina dell'album Buona fortuna:
Musicisti
- Ermal Meta – voce, sintetizzatore, cori e arrangiamento, programmazione (tracce 1, 3, 7 e 12), strumenti ad arco (tracce 1 e 11), chitarra elettrica (tracce 1, 3, 5 e 10), programmazione ritmica (tracce 2, 4, 6 e 9), basso (tracce 2-4, 6 e 9), chitarra (tracce 2, 4 e 6), campionatore (tracce 4, 6 e 11), pianoforte (tracce 5  11), chitarra elettrica aggiuntiva (traccia 8), chitarra acustica (traccia 11), tastiera (traccia 12)
- Emiliano Bassi – batteria (tracce 1, 3-7, 11 e 12), basso, sintetizzatore, pianoforte e arrangiamento (traccia 7)
- Simone Pavia – chitarra elettrica (tracce 1, 9, 10), basso e chitarra (trace 5 e 11), arrangiamento (traccia 5)
- Enrico Brun – programmazione ritmica (tracce 1, 2, 6, 7, 10 e 12), basso e strumenti ad arco (traccia 1), chitarra elettrica (tracce 1 e 10), basso synth (tracce 2, 7, 10 e 12), sintetizzatore aggiuntivo (traccia 2), programmazione aggiuntiva (tracce 3 e 4), chitarra nylon (tracce 4 e 6), ukulele e sintetizzatore aggiuntivo (traccia 4), solina e basso a sei corde (traccia 7), sintetizzatore (traccia 10), mellotron (traccia 12)
- Roberto Cardelli – pianoforte (tracce 1, 3 e 11), arrangiamento (traccia 1)
- Stefano Milella – sintetizzatore aggiuntivo (tracce 2, 3, 5 e 12), strumenti ad arco aggiuntivi e sintetizzatore (traccia 7), basso synth e vocal chops (traccia 12)
- Alessandra Stella – cori (traccia 2)
- Room9 – programmazione aggiuntiva (tracce 3 e 4), sintetizzatore e chitarra nylon (traccia 4)
- Fabio Barnaba – composizione e direzione strumenti ad arco (tracce 4, 5, 7 e 12)
- Roberto William Guglielmi – cori (tracce 4 e 5)
- Giovanni Pollex – tastiera (tracce 5 e 12), pianoforte e arrangiamento (traccia 12)
- Levante – voce aggiuntiva (traccia 7)
- Giordano Colombo – batteria, sintetizzatore, programmazione e arrangiamento (traccia 8)
- Nicolò Carnesi – basso, chitarra elettrica e acustica (traccia 8)
- Andrea Gentile – chitarra acustica (traccia 8)
- Jake La Furia – voce aggiuntiva (traccia 9)
- Gianmarco Grande – programmazione del sintetizzatore e tastiera (traccia 9), basso synth, sintetizzatore, programmazione e arrangiamento (traccia 10)
- Dario Ancona – basso (traccia 12)
- Chiara Turco - chitarra (Il campione)
- Matteo Bemolle De Benedittis - Basso (Il campione)
- Lucio Sanasi - Batteria (Il campione)
- Angela Cagnazzo - Violino I (Il campione)
- Ilaria Maggi - Violino II (Il campione)
- Chiara Blandamura - Viola (Il campione)
- Paola Simeone - Violoncello (Il campione)

Produzione
- Ermal Meta – produzione (eccetto traccia 8), registrazione, missaggio (tracce 3 e 5), direzione creativa
- Enrico Brun – produzione (tracce 1-4, 6, 7, 10-12)
- Cristian Milani – missaggio e mastering (eccetto tracce 3, 5 e 9)
- Stefania Bonomini – direzione creativa
- Rocco Rinetti – direzione creativa
- Paolo De Francesco – artwork
- Nicolò De March – fotografia
- Room9 – produzione (tracce 3, 4)
- Antonio Baglio – mastering (tracce 3 e 5)
- Emiliano Bassi – produzione (traccia 7)
- Giordano Colombo – produzione (traccia 8 e bonus)
- Gianmarco Grande – produzione (tracce 9 e 10)
- Andrea Suriani – missaggio e mastering (traccia 9)

## Classifiche
| Classifica (2024) | Posizione massima |
| ----------------- | ----------------- |
| Italia            | 8                 |